# Бертхолд I (Хенеберг)
Бертхолд I фон Хенеберг (на немски: Berthold I (VI) von Henneberg; * ок. 1108 във Вюрцбург; † 18 октомври 1159 в Палестина) от Дом Хенеберг е граф на Графство Хенеберг и бургграф на Вюрцбург (1156).

## Произход
Той е син на Годеболд II фон Хенеберг († 1144) и съпругата му Лиутгард фон Хоенберг († сл. 1130), дъщеря на граф Бертхолд I фон Хоенберг „Стари" († 1110) и Луитгард от Брайзгау († сл. 1110), дъщеря на Херман I фон Баден, маркграф на Верона, граф в Брайзгау, († 1074). Внук е на граф Попо I фон Хенеберг и съпругата му Хилдегард фон Шауенбург от Тюрингия. Брат е на Гебхард фон Хенеберг († 1159), от 1150 г. епископ на Вюрцбург, Попо IV (II) († 1155/1156), граф на Хенеберг и бургграф на Вюрцбург, Гюнтер фон Хенеберг († 1161), от 1146 г. епископ на Шпайер, и на Хилдегард († 1143/1144), омъжена за граф Хайнрих II фон Катценелнбоген († ок. 1160).
Бертхолд I умира на 18 октомври 1159 г. в Палестина.

## Фамилия
Бертхолд I се жени за Берта фон Путелендорф (* ок. 1119; † 2 юли 1190), дъщеря на ландграф Фридрих IV фон Гозек-Путелендорф, пфалцграф на Саксония (1085 – 1125) и Агнес фон Лимбург († 1144/1146). Те имат децата:
- Попо VI (* ок. 1160; † 1190), женен пр. 1182 г. за София фон Андекс-Истрия († 1218)
- Ирмгард († 1197), омъжена ок. 1160 г. за Конрад Хоенщауфен, пфалцграф при Рейн († 1195)
- Лукардис/Лиутгард († 1220), омъжена 1154 г. за граф Адалберт фон Зомершенбург, пфралцграф на Саксония († 1179).
- Бригита (* ок. 1140), омъжена ок. 1162 г. за Улрих I Релингер (ок. 1165; † 1204)